# Vývrt hlavně
Vývrt hlavně je dutý vnitřní prostor v hlavni palné zbraně, který zabírá většinu její délky. V tomto prostoru se střela nachází před výstřelem a během výstřelu zde získává rychlost a kinetickou energii. Pohybem střely v hlavni se zabývá vnitřní balistika.
Historicky nejstarším typem vývrtu je hladký vývrt. Drážkovaný a polygonální vývrt vytváří skupinu vodicích ploch ve tvaru šroubovice, která zajišťuje roztočení projektilu okolo jeho podélné osy. Tato rotace slouží ke gyroskopické stabilizaci projektilu, tím zvětšuje dostřel a zlepšuje přesnost střelby.

## Historie
Muškety byly velkorážové zbraně, do kterých byly používány těžké a „pomalé“ kule. Tyto zbraně měly hladký vývrt hlavně. Při výstřelu docházelo vlivem nedostatečného vedení kule k jejímu poskakování uvnitř hlavně, to vedlo k nepřesnosti střelby. Bylo zapotřebí vyrábět mnohem přesnější hlavně (minimalizovat vůli mezi hlavní a kulí), to však bylo technologicky velmi náročné a nákladné.
Nový typ vývrtu hlavně byl vynalezen v Augsburgu na konci 15. století. Ale až v roce 1520 byl vývrt hlavně prvně použit v praxi a to Augustem Kotterem, zbrojířem z Norimberku. I přes první použití v 16. století, se vývrt hlavně nestal samozřejmostí, masově začal být používán až v 19. století.
Dlouhou dobu byl používán polygonální vývrt. S postupným přechodem z černého prachu na kordit se polygonální vývrt ukázal jako příliš mělký. Proto byl polygonální vývrt vytlačen drážkovaným vývrtem.
Během druhé světové války se polygonální vývrt opět objevil v německém kulometu MG 42.

## Drážkovaný a polygonální vývrt

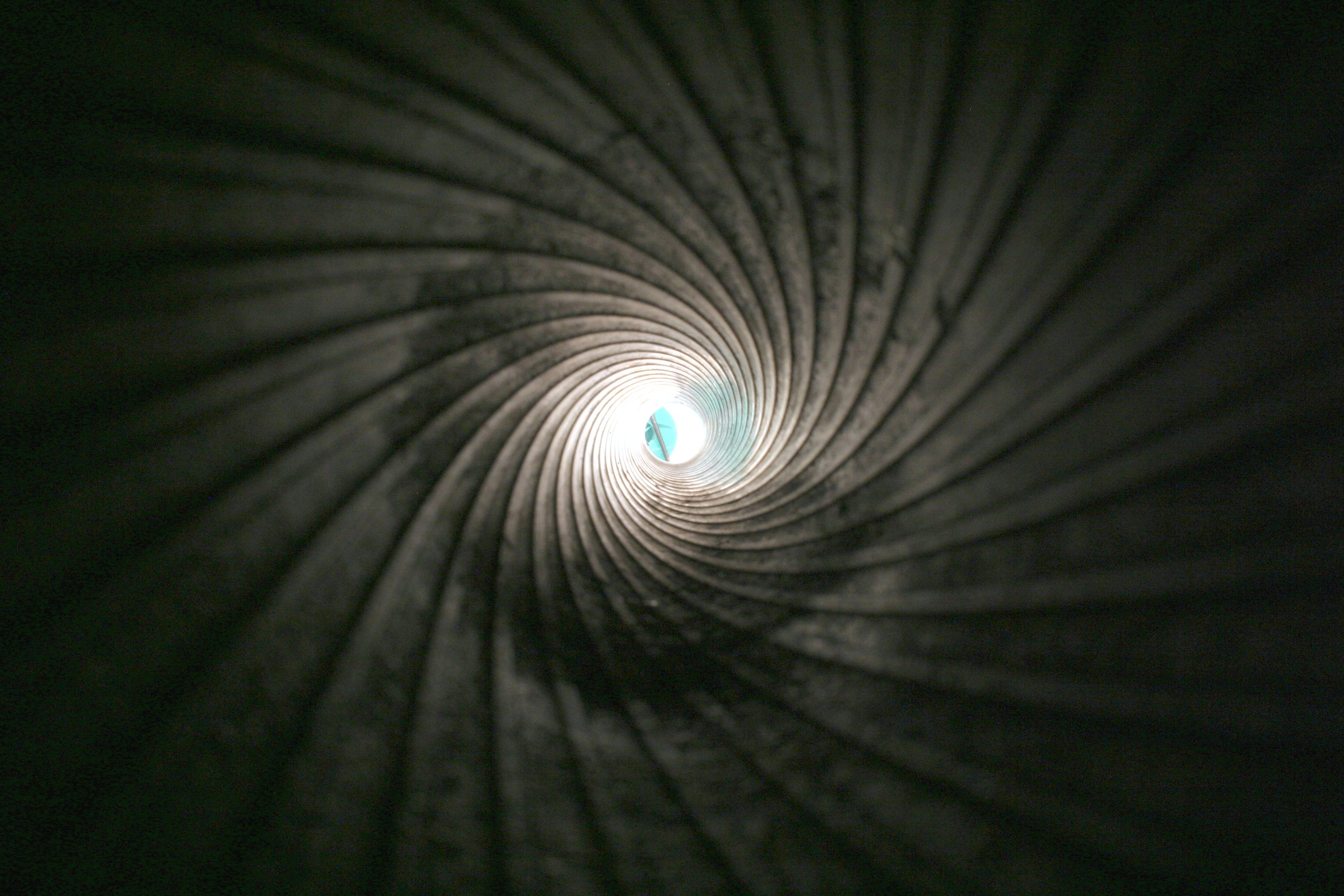
Drážkovaný vývrt hlavně francouzského 75 mm děla z první světové války

Drážkovaný vývrt (vlevo) a polygonální vývrt (vpravo)

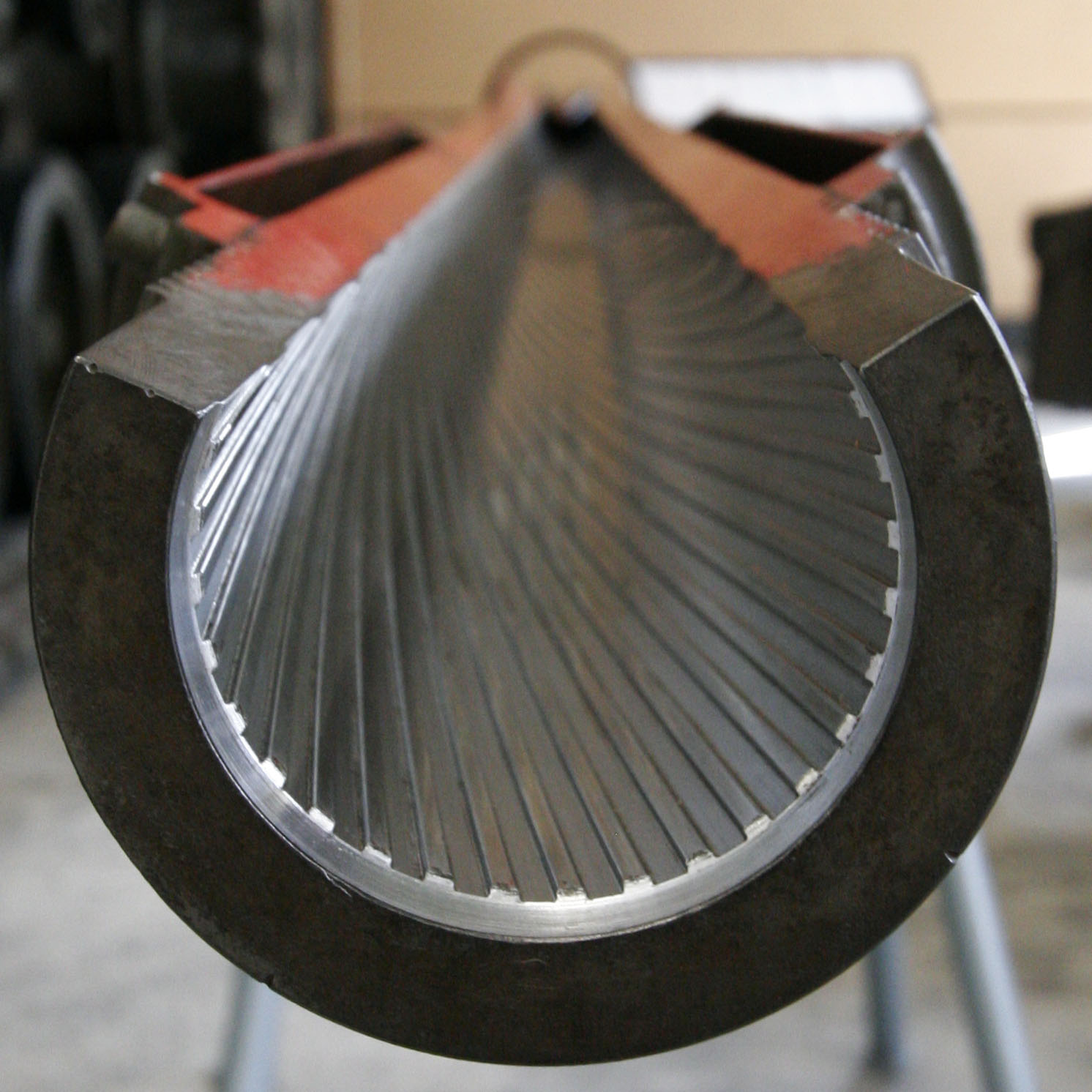
Řez tankovým kanónem L7 ráže 105 mm

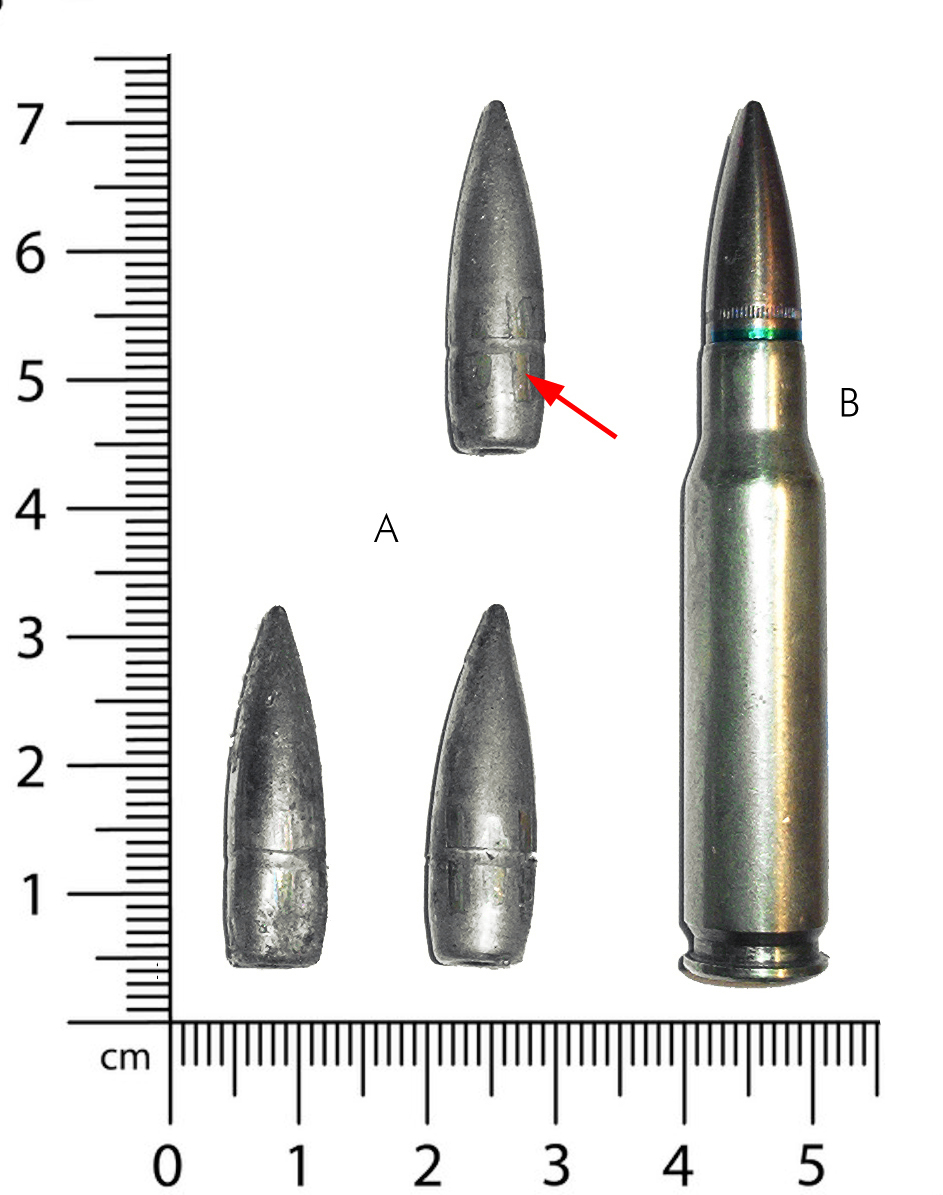
Tři projektily ráže 7,62 × 51 mm NATO vystřelené z německé útočné pušky G3. (náboj pro srovnání)
Na projektilech jsou zřetelně vidět drážky způsobené vývrtem hlavně.

### Popis
Vývrt je tvořen dvěma druhy prvků, těmito prvky jsou drážky a pole. Drážky jsou místa, která jsou „vyříznuta“ v hlavni a vystouplé prvky se nazývají pole. Drážky a pole se mohou lišit počtem, hloubkou, tvarem, směrem stoupání (pravo a levotočivé) a velikostí stoupání. Rotace udělená vývrtem projektilu výrazně zvyšuje jeho stabilitu, tím zvětšuje dostřel a zlepšuje přesnost.
Vývrt hlavně lze charakterizovat jeho stoupáním, to nám říká, že na jednu otáčku musí projektil urazit danou vzdálenost. Např.: 1 otáčka na 500 milimetrů (1:500 mm). Čím kratší je vzdálenost, na které se projektil otočí, tím větší musí být stoupání vývrtu a tedy i rotace projektilu.
Kombinace hmotnosti, délky a tvaru projektilu určuje stoupání vývrtu potřebné k stabilizaci projektilu. Střely velké ráže kulatého tvaru určené na krátkou vzdálenost potřebují malé stoupání, např.: 1:1200 mm. Naopak střely malé ráže podlouhlého tvaru určené na dlouhou vzdálenost potřebují velké stoupání, např.: 80 gr střela 5,56 × 45 mm NATO potřebuje stoupání 1:200 mm a větší.
Klasický vývrt udržuje konstantní stoupání vývrtu po celé délce hlavně. Rotace projektilu je v tomto případě urychlována tím, jak je urychlována střela během svého pohybu v hlavni. Existuje však i tzv. vývrt s progresivním stoupáním, jeho šroubovice je výrazněji zakroucena u ústí hlavně. Rotace projektilu při průchodu vývrtem s progresivním stoupáním je urychlována více. Cílem dodávání rotace je dosažení správné rychlosti rotace střely při opouštění hlavně. Existuje totiž optimální rychlost rotace pro konkrétní střelu konkrétního náboje. Optimální je taková rotace, kdy podélná osa střely sleduje po celou dobu letu směr tečny k dráze. Pokud je rychlost rotace kolem osy příliš velká, je střela přestabilizována a její stabilizace udržuje během letu osu ve směru osy hlavně v okamžiku výstřelu.
Přestabilizace zkracuje dostřel i když výrazně méně než když je střela podstabilizována. Výhody vývrtu s progresivním stoupáním nejsou adekvátní růstu náročnosti při jeho výrobě a proto se tento druh vývrtu používá jen velmi vzácně.
Ráže vývrtu hlavně je údaj související s vnitřním průměrem hlavně. U drážkovaného vývrtu lze naměřit různý průměr mezi poli, ve srovnání s průměrem měřeným mezi drážkami.. Metodika měření nebyla sjednocena a různí výrobci udávají ráži vývrtu hlavně různě. Ráže je definována jako smluvní číslo, přestože se často udává v jednotkách délky.

### Drážkovaný vývrt
Drážkovaný vývrt je druh vývrtu, u kterého je přechod mezi drážkami a poli řešen ostrými hranami. Drážkovaný vývrt je vyráběn s různým počtem drážek, např.: čtyřdrážkový, sedmidrážkový, osmidrážkový vývrt hlavně.
Drážkovaný vývrt je nyní používán v kanónech, houfnicích, puškách, revolverech, pistolích,… Jedná se o nejpoužívanější druh vývrtu.
Výhody
- vysoká přesnost
- snazší výroba pro danou přesnost

### Polygonální vývrt
Polygonální vývrt je druh vývrtu, u kterého je přechod mezi drážkami a poli plynulý. Polygonální vývrt vypadá jako mnohoúhelník s oblými hranami, nejčastěji je používán šestiúhelníkový a osmiúhelníkový polygonální vývrt.
Polygonální vývrt je používán u pistolí Heckler & Koch, GLOCK, Kahr a pušek Heckler & Koch, např.: útočná puška G3 a samonabíjecí puška HK SL7. Tento typ vývrtu je použit mimo jiné i na české pistoli vz. 82 a izraelské pistoli Jericho 941. Za jeden z prvních historicky známých polygonálních vývrtů lze považovat vývrt na pušce Whitworth.
Výhody
- vysoká odolnost (nejsou zde ostré hrany, které by se obrušovaly)
- lepší utěsnění plynů za projektilem
- menší deformace projektilu
- snazší čištění hlavně

### Výroba
Vývrt hlavně je vyráběn těmito metodami:
- kování
- protahování – protahovací trn je tažen hlavní bez vývrtu, zde za sebou jdoucí zuby postupně odebírají materiál
- protlačování – protlačovací trn je tlačen hlavní bez vývrtu, zde za sebou jdoucí zuby postupně odebírají materiál, tuto metodu lze efektivně použít jen u krátkých hlavní, protože trn je namáhán vzpěrem[7]
- elektroerozivní obrábění (vyjiskřování) – velmi nákladná metoda, bývá nejčastěji používána pro vývrt s progresivním stoupáním

### Využití v kriminalistice
Při roztáčení projektilu v hlavni dochází k otlačení střely vývrtem. Každá hlaveň vytváří na projektilu specifické stopy, podle kterých je identifikovatelná. Lze tedy s vysokou pravděpodobností určit, z jaké hlavně (potažmo zbraně) byl projektil vystřelen, toho je využíváno v kriminalistice. Pravděpodobnost úspěšné identifikace ovšem klesá s opotřebením hlavně. Míra tohoto poklesu závisí na typu hlavně, použitém střelivu apod. ale v zásadě se dá říci, že spolehlivá identifikace není možná po několika stech až nízkých tisících výstřelů.